# Karsten Voigt
Pour les articles homonymes, voir Voigt.
Karsten Voigt (né le 11 avril 1941 à Elmshorn, Allemagne) est un politicien du SPD. Il fut à partir de 1999 conseiller de Gerhard Schröder dans le domaine des relations germano-américaines.
C'est un ancien membre de la Commission Trilatérale.